# نانوا

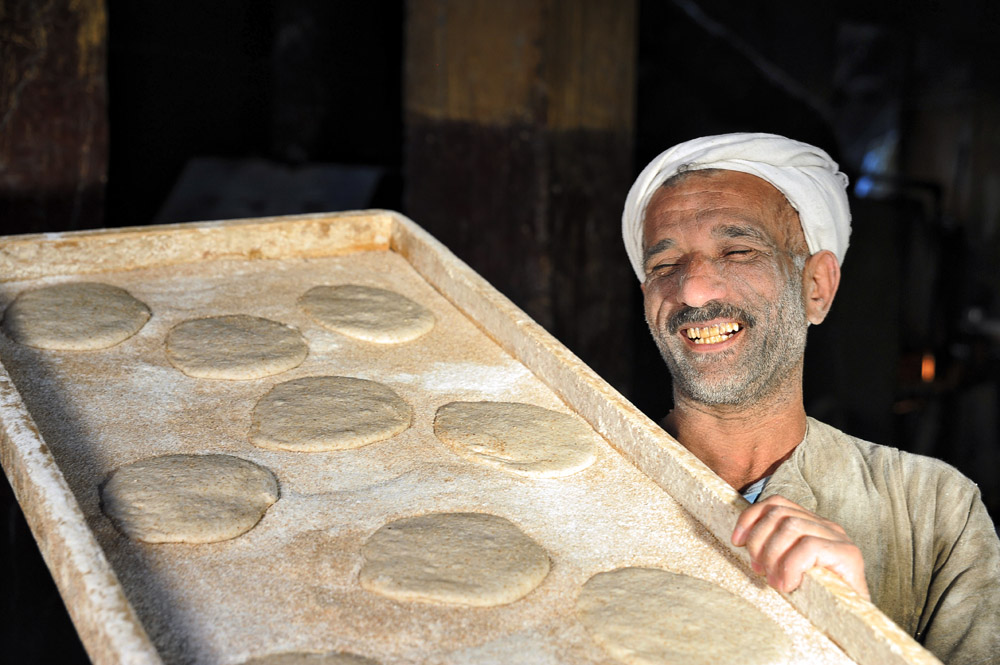
یک نانوای مصری.

نانوا یا شاطر  کسی است که نان می‌پزد و می‌فروشد. ممکن است افزون بر نان، بیسکویت، کیک و... نیز درست کند.

## تاریخچه
اولین گروه از مردمانی که به پخت نان مشغول شدند مصریان باستان در ۸۰۰۰ سال پیش از میلاد بودند.